# Zweiter Kontinentalkongress

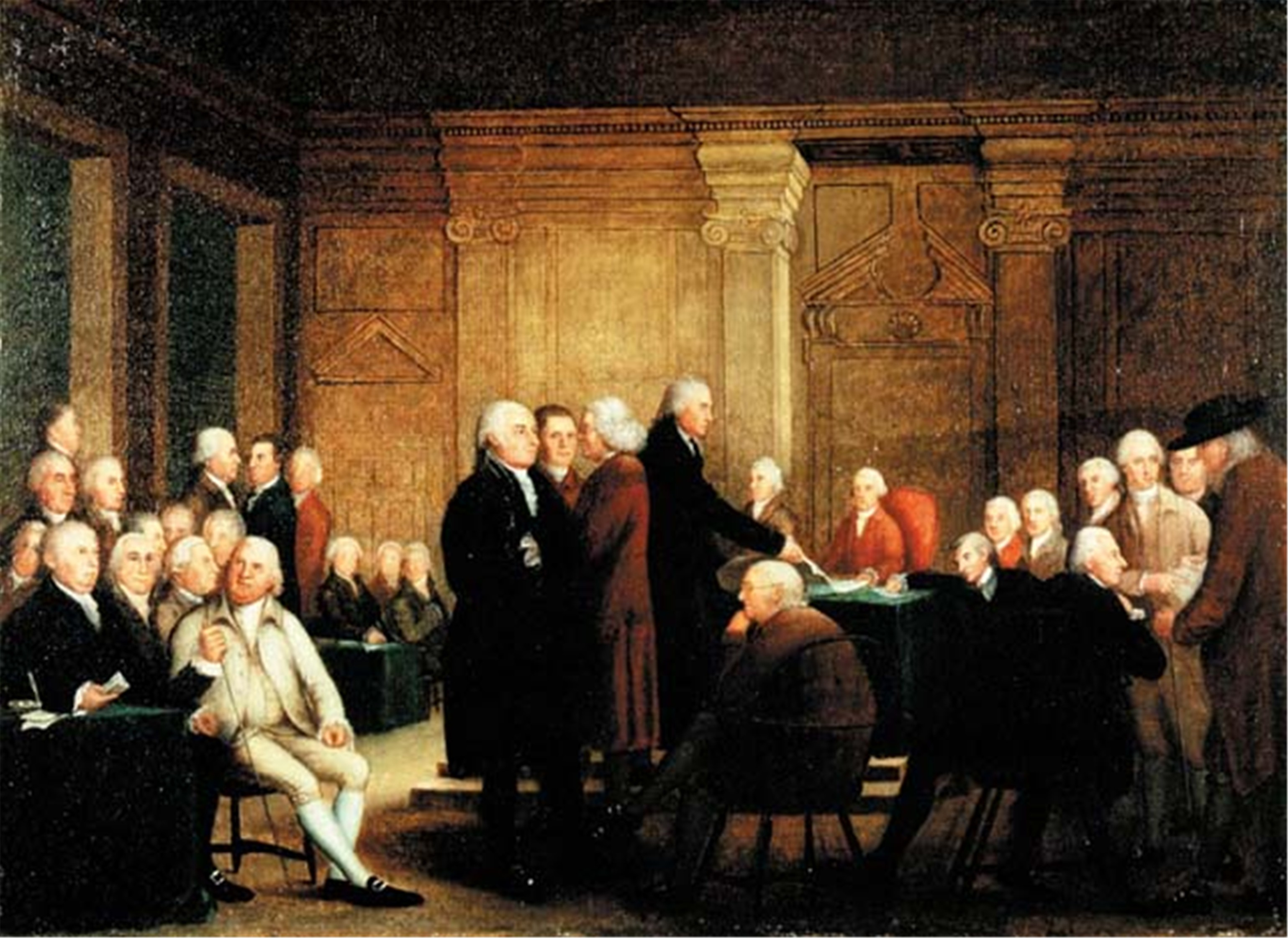
Der Zweite Kontinentalkongress bei der Abstimmung über die Unabhängigkeit. Gemälde von Robert Edge Pine, 1784–1788

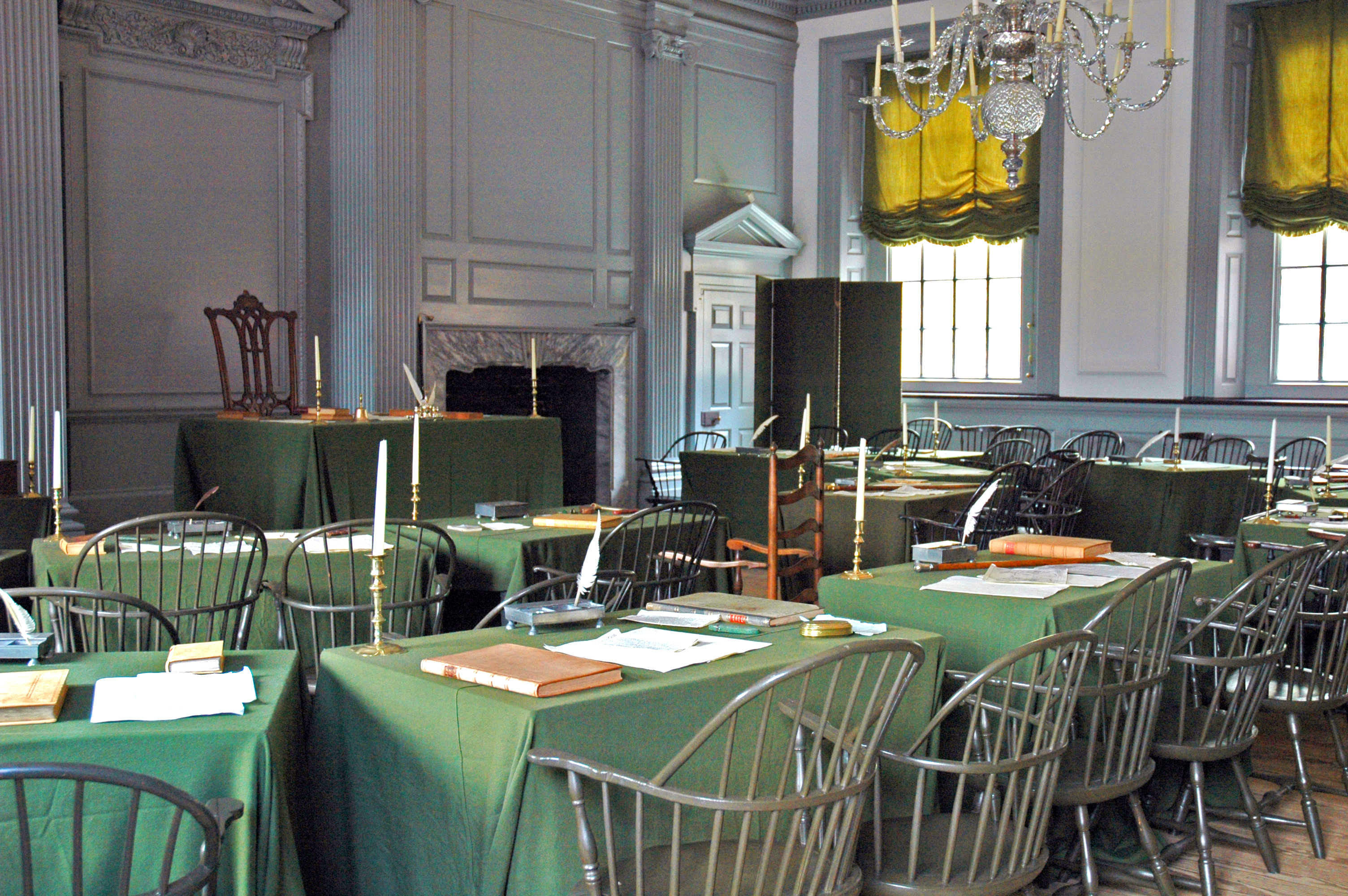
Die Independence Hall in Philadelphia. Hier wurde am 4. Juli 1776 die Unabhängigkeitserklärung der Vereinigten Staaten beschlossen.

Unterzeichnung der Unabhängigkeitserklärung. Gemälde von John Trumbull, 1819

Der Zweite Kontinentalkongress war eine Versammlung von Delegierten, die von den regionalen Volksvertretungen der Dreizehn Kolonien in Britisch-Nordamerika im Sommer 1775 ernannt wurden. Der zweite Kontinentalkongress bestand vom 10. Mai 1775 bis zum 1. März 1781. Er tagte an wechselnden Orten. Seit 1775 bereitete der Kongress die amerikanische Revolution gegen England vor. Am 6. Juli 1775 rechtfertigte der Kongress in der Declaration of the Causes and Necessity of Taking Up Arms – Darlegung der Gründe und Notwendigkeit, zu den Waffen zu greifen den Ausbruch des amerikanischen Unabhängigkeitskriegs. Man schuf die Kontinentalarmee, zu deren Oberbefehlshaber George Washington ernannt wurde, und eine eigene Währung, den Kontinental-Dollar. Am 4. Juli 1776 wurde die von Thomas Jefferson verfasste Unabhängigkeitserklärung vorgelegt. Erster Unterzeichner war John Hancock, Präsident des Kontinentalkongresses. Der zweite Kontinentalkongress bestand aus 56 Mitgliedern. Stimmberechtigt waren aber nur die 13 Kolonien. Die Voraussetzungen für den Kongress wurden vom Ersten Kontinentalkongress geschaffen, der vom 5. September 1774 bis zum 26. Oktober 1774 getagt hatte. Dieser beschloss einen zweiten Kontinentalkongress im folgenden Jahr einzuberufen. Neben den Kolonien, die bereits am Ersten Kontinentalkongress teilgenommen hatten, wurden auch Québec, Saint John’s Island, Nova Scotia, Georgia, Ostflorida und Westflorida eingeladen, sich zu beteiligen. Keine der angeschriebenen Kolonien entsandte zu Beginn des Zweiten Kontinentalkongresses Delegierte, Georgia nahm aber ab dem folgenden Juli teil. Der Zweite Kontinentalkongress wurde vom Konföderationskongress (Congress of the Confederation) abgelöst, der sich am 1. März 1781 instituierte. 

## Versammlungen des zweiten Kontinentalkongress
- 10. Mai 1775 – 12. Dezember 1776, Pennsylvania State House, Philadelphia, Pennsylvania
- 20. Dezember 1776 – 27. Februar 1777, Henry Fite House, Baltimore Maryland
- 5. März 1777 – 18. September 1777, Pennsylvania State House, Philadelphia
- 27. September 1777 (Nur einen Tag), Court House, Lancaster Pennsylvania
- 30. September 1777 – 27. Juni 1778, Court House, York Pennsylvania
- 2. Juli 1778 – 20. Juli 1778, College Hall, Philadelphia
- 23. Juli 1778 – 1. März 1781, Pennsylvania State House, Philadelphia